# Sitio de Jerusalén (614)
El sitio de Jerusalén del año 614 fue parte de las guerras romano-sasánidas, realizado durante el reinado de Cosroes II a principios del siglo VII en territorio bizantino. A raíz de los avances persas en Siria en el año anterior, el siguiente objetivo del general Sharvaraz pasó a ser la famosa ciudad de Jerusalén, controlada por Bizancio. Su captura proporcionaría un acceso directo al mar Mediterráneo, además, la ciudad sería un lugar estratégico para el Imperio sasánida en el que comenzar la construcción de una flota naval y que sin duda debilitaría al Imperio bizantino. Después de 21 días de incesante asedio, las murallas de Jerusalén cedieron a los persas y la victoria dio lugar a la anexión territorial de Jerusalén, y con ella, de toda Palestina.

## El sitio
Habituados en el marco de la tradición militar, cuando la fuerza persa llegó a las afueras de Jerusalén, Sharvaraz ofreció una transición pacífica del poder en caso de que la ciudad se entregara sin resistencia. Sin embargo, la oferta del general sasánida fue rechazada, y en consecuencia sus tropas se prepararon para un bloqueo. Sharvaraz, junto a colega, el general Shahin, se preparó para lo que a su juicio sería un largo y feroz asedio dado las poderosas fortificaciones de Jerusalén. Durante veinte días sin parar, el ejército persa atacó continuamente los muros de Jerusalén con ballestas y otros artilugios militares. Mientras que la ciudad bizantina estaba compuesta principalmente por civiles y sacerdotes, no hay mención alguna de una formidable fuerza griega, que fue recogida por el monje Modesto para ayudar a Jerusalén. Sin embargo, una vez que las tropas griegas se vieron atrapados ante el abrumador ejército persa acampado fuera de las paredes de la ciudad, huyeron por temor a una batalla suicida. Tras el vigésimo primer día de bombardeo, las paredes de la ciudad finalmente cayeron, debido sobre todo a la asistencia de los judíos aliados al ejército persa, el interior fue rápidamente invadido. Los judíos habían sido durante mucho tiempo marginados y oprimidos por su patria romana, por lo tanto, había opiniones más favorables hacia los invasores persas. Algunos de los 26 000 judíos traicionaron a la población cristiana bizantina y lucharon contra ellos. Una vez que el ejército sasánida había traspasado las fortificaciones de la ciudad, los rebeldes judíos se sumaron a los persas, y Sharvaraz ordenó una rápida destrucción y el saqueo de Jerusalén habiendo reconocido la asistencia de los judíos en la captura de la ciudad, que incluso les dio la oportunidad de matar personalmente a sus enemigos cristianos.

## Consecuencias
Poco después de que el ejército persa entrara en Jerusalén, tuvo lugar un sacrílego saqueo sin precedentes. Iglesia tras iglesia fue incendiada junto a los innumerables objetos cristianos, que fueron robados o dañados, por el consiguiente incendio. Pero el delito más devastador de Persia (como Heraclio y el Imperio bizantino opinaron) fue el robo de la Vera Cruz, reliquia sagrada que a la vuelta a su capital, llevaron consigo como botín. El número de víctimas de la destrucción de Jerusalén fue también catastrófica, se dice unos 90 000 ciudadanos cristianos que perecieron en el saqueo, tanto como consecuencia de las acciones del ejército persa, como también de la oportunidad concedida por Sharvaraz a los judíos. Teniendo en cuenta que Cosroes II practicaba la tolerancia religiosa y que respetaba a los cristianos, no se sabe por qué Sharvaraz ordenó esa matanza en la población. Una de las razones podría haber sido simplemente la rabia de Sharvaraz por la resistencia que había ofrecido la población cristiana de Jerusalén. La ciudad fue conquistada y la Santa Cruz permaneció en manos sasánidas unos quince años, hasta que Heraclio la recuperó en 629.